# Kontakt
Kontakt fue un sistema de acoplamiento utilizado en algunas de las cápsulas Soyuz 7K-OK inicialmente diseñado para ser usado en las operaciones de acoplamiento en órbita lunar con los aterrizadores lunares LK, que nunca llegaron a tener lugar.
El sistema utilizaba una parrilla hexagonal en la nave que hacía de parte pasiva, mientras que la nave que hacía de parte activa poseía un sistema de tres dientes con los que agarrarse a la parrilla y realizar un acoplamiento suave. El sistema era incapaz de realizar un acoplamiento firme, con lo que la transferencia de tripulación debía realizarse mediante actividades extravehiculares.
Kontakt sólo podía utilizarse en modo manual y usaba métodos ópticos para guiar al navegante, a diferencia del sistema automático Igla, que utilizaba radar, incrementando el peso del sistema.
Con la cancelación del programa lunar soviético el sistema Kontakt dejó de usarse.